# 三菱扶桑Canter
三菱扶桑Canter（英語：Mitsubishi Fuso Canter，香港粵語：三菱勁達，台灣：三菱堅達）是三菱扶桑卡客車生產的一款輕型貨車車型，於1963年推出，當時重量被設定在5.5公噸以下，如今已有8公噸（7.9長噸；8.8短噸）的車種。其主要競爭對手為五十鈴Elf、日野Dutro、豐田Dyna和日產Cabstar。
此車型之市場基本是東南亞國家和地區，除了日本外，還包括了香港、台灣、泰國、印尼、馬來西亞和澳洲等等。另外自1985年開始，也銷往北美市場，名稱作FE系列。

## 參看
- 三菱Fighter
- 三菱Super Great
- 三菱扶桑卡客車

## 外部連結
- （日語）日本三菱勁達官方網站
- （中文）台灣三菱FUSO商用車製造廠